# Paso Mamuil Malal

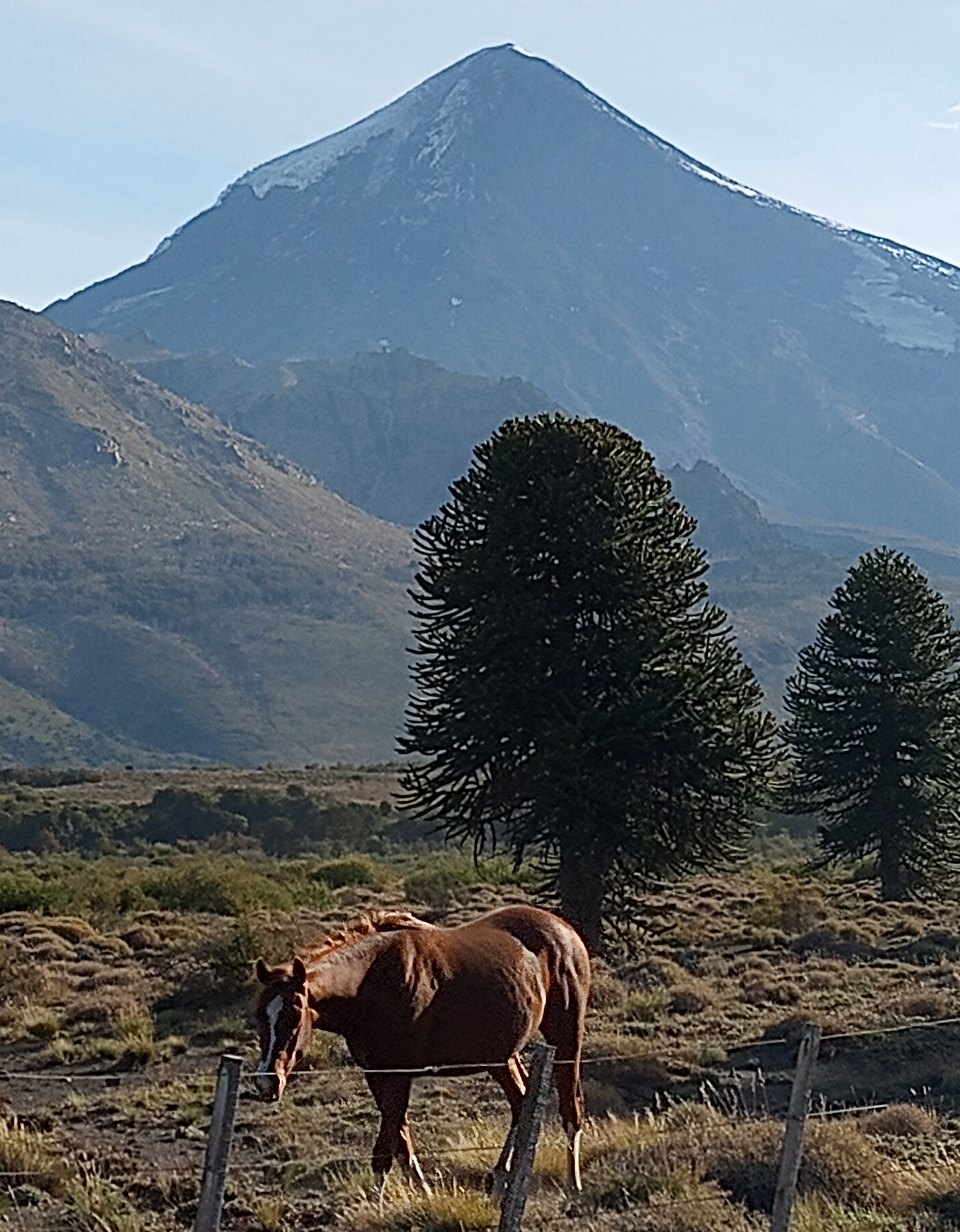
Paso Tromen

Tromen o Mamuil Malal es un paso internacional ubicado en la Cordillera de los Andes, a 1.253 metros sobre el nivel del mar y que conecta la provincia de Neuquén (Argentina) cerca de Junín de los Andes; con la Región de la Araucanía (Chile) por la comuna de Curarrehue. La distancia entre estas dos localidades es de 156 kilómetros. 
Por el lado argentino el acceso es por la Ruta Provincial N°60, mientras que por el lado chileno el acceso es por la Ruta CH-199. En Argentina, se encuentra dentro del parque nacional Lanín, mientras que en Chile se ubica dentro del parque nacional Villarrica. Por este paso se ve muy bien el Volcán Lanín.